# Георг Яуер
Георг Яуер (на немски: Georg Jauer) е немски офицер служил по време на Първата и Втората световни войни.

## Биография

### Ранен живот и Първа световна война (1914 – 1918)
Георг Яуер е роден на 15 юни 1896 г. в Кьолн, Германска империя. През 1914 г. постъпва в армията като доброволец. През 1916 г. е издигнат в чин офицер от запаса от артилерията.

#### Междувоенен период
След края на Първата световна война и образуването на Райхсвера Яуер е един от малкото офицери от този род войски избрани да останат на служба. По време на кариерата си служи като щабен офицер, между 1934 и 1941 г. началник на отдел в офиса отговорен за армейския персонал (на немски: Heerespersonalamt).

### Втора световна война (1939 – 1945)
Между 1941 и 1942 г. командва 29-и артилерийски полк, 1942 – 1943 г. артилерийски полк „Велика Германия“, през 1943 г. заема поста действащ командир на 25-а танкова дивизия, между 1943 и 1944 г. командва 20-а танково-гренадирска дивизия, а от 12 март до 8 май 1945 г. танков корпус „Велика Германия“. Яуер завършва войната с чин генерал от танковите войски.

#### Пленяване и смърт
Пленен е от американците на 8 май 1945 г. и е освободен през юли 1947 г. Умира на 5 август 1971 г. в Гревен, Германия.

## Военна декорация
| - Германски орден Железен кръст (1914) – II (?) и I степен (?) - Германска Значка за раняване (1914) – черна (?) - Германски орден „Кръст на честта“ (?) - Германски орден Железен кръст (1939, повторно) – II (2 юли 1941) и I степен (20 юли 1941) | - Германска „Пехотна щурмова значка“ (?) - Орден „Германски кръст“ (1941) – златен (19 декември 1941) - Рицарски кръст (4 май 1944) - Носител на Дъбови листа № 733 (10 февруари 1945) |